# Les Astres Football Club
Pour les articles homonymes, voir Astre.
 (juillet 2022).
Maillots
Actualités
Les boutiques FC est un club camerounais de football fondé en 2002 et basé à Douala.
Les brésiliens de Bepanda accède en Elite One D1 camerounaise, en 2008. Son nom provient de l’une des marques de farine de froment de la Société Camerounaise de Transformation de Blé (SCTB), propriétaire du club.

## Histoire
Le club est promu pour la 1re fois en première division lors de l'année 2008.
Il participe pour la 1re fois à la Coupe de la CAF en 2006, puis pour la 1re fois à la Ligue des champions de la CAF en 2011.

## Palmarès
- Championnat du Cameroun
  - Vice-champion : 2010, 2011 et 2013

- Championnat du Cameroun D2
  - Champion : 2020

- Coupe du Cameroun
  - Finaliste : 2007, 2009, 2010 et 2021

- Ligue des champions de la CAF
  - 3 participations : 2011, 2012 et 2014

- Coupe de la CAF
  - 3 participations : 2006, 2007 et 2008

## Anciens joueurs
- Alexis Enam
- Narcisse Ekanga
- Hugo Patrick Nyame
- Paul Bebey
- Bienvenus Edoulba Ebouelle